# 花园东路站
花园东路站（建设时工程名为盛福庄站）是济南轨道交通3号线的地铁车站，位于中华人民共和国山东省济南市历下区舜华路街道花园东路与奥体西路交叉口地下，2019年12月28日投入运营。西邻济南中央商务区北部，东隔济南国际会展中心。

## 车站构造
本站位于奥体西路与祝甸路交叉口，为3号线、M6线（远期预留）换乘站，车站沿奥体西路南北布设，M6线车站位于3号线车站西侧，沿祝甸路东西向布设。奥体西路宽为70m，祝甸
路宽为30m。站址周边现状主要为在建尚品燕园等住宅小区、各类厂房、济钢专用铁路线，周边规划以铁路、商业、居住、绿地为主。
本方案与远期预留的M6线采用岛-岛“T”型换乘，3号线为地下二层站，沿奥体西路南北布设，M6线为地下三层站，主体位于3号线西侧。3号线部分先期实施，结构预留与M6线的换乘条件。车站地下一层为3号线、M6线共用站厅层，站厅公共区位于中部，公共区东西两侧为M6线设备区，南北两端为3号线设备区，车站联络线及配线上方为物业开区。地下二层为3号线的站台层及M6线的设备层。地下三层为M6线的站台层。车站3号线、M6线有效站台宽度均为13m。

## 出入口
共设置3个出入口。
| 編號                  | 指示                                                 |
| --------------------- | ---------------------------------------------------- |
| 出口 · A · 升降机标志 | 奥体西路与花园东路交叉口西北角(新悦广场前)           |
| 出口 · B              | 奥体西路与花园东路交叉口东北角(力高国际小区西南门前) |
| 出口 · C              | 奥体西路与花园东路交叉口东南角                       |
| 註： 設有             |                                                      |

### 临近地点
- 十里河社区居民委员会
- 环保科技园居民委员会
- 奥体西路城管工作站
- 丰奥嘉园卫生服务站
- 盛景社区卫生服务站
- 山东省齐鲁学校
- 历下区俊德中学
- 历下区崇德中学
- 弘毅小学
- 银座（济南盛福店）
- 尚品·燕园
- 中国银行（济南奥体西路支行）
- 北京银行（保利华庭社区支行）